# Brainstorming / Kimi Sae Ireba Nani mo Iranai
Singles de Morning Musume
Help Me!!
(2013) Wagamama Ki no Mama Ai no Joke / Ai no Gundan
(2013)
Brainstorming / Kimi Sae Ireba Nani mo Iranai (ブレインストーミング/君さえ居れば何も要らない) est le 53e single régulier du groupe Morning Musume.

## Présentation
Le single, écrit et produit par Tsunku, sort le 17 avril 2013 au Japon sur le label zetima, trois mois après le précédent single du groupe, Help Me!!. Comme ce dernier, il atteint également la 1re place du classement des ventes de l'oricon.
C'est le deuxième single "double face A" officiel du groupe, contenant deux chansons principales et leurs versions instrumentales (Brainstorming et Kimi Sae Ireba Nani mo Iranai), après One, Two, Three / The Matenrō Show sorti en 2012 ; le groupe avait cependant déjà sorti deux singles "double face A" officieux sur le même modèle : The Peace! en 2001, et Kono Chikyū no Heiwa wo Honki de Negatterun da yo! en 2011.
Comme le précédent, le single sort en deux éditions régulières différentes notées "A" et "B", avec des pochettes différentes et, pour la première fois sur un single du groupe, une troisième chanson différente (une en solo par Reina Tanaka sur l'édition A, une par le groupe entier sur l'édition B). Il sort également dans cinq éditions limitées, notées "A", "B", "C", "D", et "E", avec des pochettes différentes : les trois premières contiennent un DVD différent en supplément et la même 3e chanson que l'édition régulière B, tandis que les deux dernières, sans DVD, contiennent en 3e titre deux chansons différentes interprétées par quelques membres seulement.
C'est le dernier single du groupe avec Reina Tanaka, qui le quittera le mois suivant au terme de dix ans de présence. Les deux chansons principales seront ré-enregistrées sans elle pour figurer sur l'album "best of" The Best! Updated qui sortira cinq mois plus tard ; elles ne figureront sur aucun album original du groupe.

## Formation
Membres du groupe créditées sur le single :
- 6e génération : Sayumi Michishige, Reina Tanaka (dernier single)
- 9e génération : Mizuki Fukumura, Erina Ikuta, Riho Sayashi, Kanon Suzuki
- 10e génération : Haruna Iikubo, Ayumi Ishida, Masaki Satō, Haruka Kudō
- 11e génération : Sakura Oda

## Liste des titres
CD de l'édition régulière A
1. Brainstorming (ブレインストーミング?)
2. Kimi Sae Ireba Nani mo Iranai (君さえ居れば何も要らない?)
3. Rock no Teigi (Rock の定義?) (par Reina Tanaka en solo)
4. Brainstorming (Instrumental) (ブレインストーミング...?)
5. Kimi Sae Ireba Nani mo Iranai (Instrumental) (君さえ居れば何も要らない...?)

CD de l'édition régulière B
1. Brainstorming (ブレインストーミング?)
2. Kimi Sae Ireba Nani mo Iranai (君さえ居れば何も要らない?)
3. A B C D E-cha E-cha Shitai (A B C D E-cha E-cha したい?)
4. Brainstorming (Instrumental) (ブレインストーミング...?)
5. Kimi Sae Ireba Nani mo Iranai (Instrumental) (君さえ居れば何も要らない...?)

CD des éditions limitées A, B, et C
1. Brainstorming (ブレインストーミング?)
2. Kimi Sae Ireba Nani mo Iranai (君さえ居れば何も要らない?)
3. A B C D E-cha E-cha Shitai (A B C D E-cha E-cha したい?)
4. Brainstorming (Instrumental) (ブレインストーミング...?)
5. Kimi Sae Ireba Nani mo Iranai (Instrumental) (君さえ居れば何も要らない...?)

DVD de l'édition limitée A
1. Brainstorming (Music Video) (ブレインストーミング...?)
2. Brainstorming (Dance Shot Ver.) (ブレインストーミング...?)

DVD de l'édition limitée B
1. Kimi Sae Ireba Nani mo Iranai (Music Video) (君さえ居れば何も要らない...?)
2. Kimi Sae Ireba Nani mo Iranai (Close-up Ver.) (君さえ居れば何も要らない...?)

DVD de l'édition limitée C
1. Rock no Teigi (Music Video) (Rock の定義...?) (par Reina Tanaka en solo)
2. "Brainstorming / Kimi Sae Ireba Nani mo Iranai" Making Eizô (「ブレインストーミング／君さえ居れば何も要らない」メイキング映像?)

CD de l'édition limitée D
1. Brainstorming (ブレインストーミング?)
2. Kimi Sae Ireba Nani mo Iranai (君さえ居れば何も要らない?)
3. Tokimeku Tokimeke (トキメクトキメケ?) (par Michishige, Fukumura, Ikuta, Iikubo, Ishida)
4. Brainstorming (Instrumental) (ブレインストーミング...?)
5. Kimi Sae Ireba Nani mo Iranai (Instrumental) (君さえ居れば何も要らない...?)

CD de l'édition limitée E
1. Brainstorming (ブレインストーミング?)
2. Kimi Sae Ireba Nani mo Iranai (君さえ居れば何も要らない?)
3. Itsumo to Onnaji Seifuku de (いつもとおんなじ制服で?) (par Sayashi, Suzuki, Sato, Kudo, Oda)
4. Brainstorming (Instrumental) (ブレインストーミング...?)
5. Kimi Sae Ireba Nani mo Iranai (Instrumental) (君さえ居れば何も要らない...?)

DVD Event V: Brainstorming
1. Brainstorming (Michishige Sayumi Solo Ver.)
2. Brainstorming (Tanaka Reina Solo Ver.)
3. Brainstorming (Fukumura Mizuki Solo Ver.)
4. Brainstorming (Ikuta Erina Solo Ver.)
5. Brainstorming (Sayashi Riho Solo Ver.)
6. Brainstorming (Suzuki Kanon Solo Ver.)
7. Brainstorming (Iikubo Haruna Solo Ver.)
8. Brainstorming (Ishida Ayumi Solo Ver.)
9. Brainstorming (Sato Masaki Solo Ver.)
10. Brainstorming (Kudo Haruka Solo Ver.)
11. Brainstorming (Oda Sakura Solo Ver.)

DVD Event V: Kimi Sae Ireba Nani mo Iranai
1. Kimi Sae Ireba Nani mo Iranai (Michishige Sayumi Solo Ver.)
2. Kimi Sae Ireba Nani mo Iranai (Tanaka Reina Solo Ver.)
3. Kimi Sae Ireba Nani mo Iranai (Fukumura Mizuki Solo Ver.)
4. Kimi Sae Ireba Nani mo Iranai (Ikuta Erina Solo Ver.)
5. Kimi Sae Ireba Nani mo Iranai (Sayashi Riho Solo Ver.)
6. Kimi Sae Ireba Nani mo Iranai (Suzuki Kanon Solo Ver.)
7. Kimi Sae Ireba Nani mo Iranai (Iikubo Haruna Solo Ver.)
8. Kimi Sae Ireba Nani mo Iranai (Ishida Ayumi Solo Ver.)
9. Kimi Sae Ireba Nani mo Iranai (Sato Masaki Solo Ver.)
10. Kimi Sae Ireba Nani mo Iranai (Kudo Haruka Solo Ver.)
11. Kimi Sae Ireba Nani mo Iranai (Oda Sakura Solo Ver.)